# Gran Premio del Pacífico de Motociclismo de 2002
El Gran Premio del Pacífico de Motociclismo de 2002 fue la decimotercera prueba del Campeonato del Mundo de Motociclismo de 2002. Tuvo lugar en el fin de semana del 4 al 6 de octubre de 2002 en el circuito Twin Ring Motegi, situado en la prefectura de Tochigi, Japón. La carrera de MotoGP fue ganada por Alex Barros, seguido de Valentino Rossi y Loris Capirossi. Toni Elías ganó la prueba de 250cc, por delante de Marco Melandri y Yuki Takahashi. La carrera de 125cc fue ganada por Dani Pedrosa, Manuel Poggiali fue segundo y Steve Jenkner tercero.

## Resultados MotoGP
| Pos | N.º | Piloto              | Constructor | Vueltas | Tiempo/Retirado | Grilla | Puntos |
| --- | --- | ------------------- | ----------- | ------- | --------------- | ------ | ------ |
| 1   | 4   | Alex Barros         | Honda       | 24      | 44:18.913       | 5      | 25     |
| 2   | 46  | Valentino Rossi     | Honda       | 24      | +1.641          | 6      | 20     |
| 3   | 65  | Loris Capirossi     | Honda       | 24      | +7.672          | 3      | 16     |
| 4   | 11  | Tohru Ukawa         | Honda       | 24      | +18.120         | 7      | 13     |
| 5   | 7   | Carlos Checa        | Yamaha      | 24      | +25.036         | 4      | 11     |
| 6   | 10  | Kenny Roberts, Jr.  | Suzuki      | 24      | +29.201         | 8      | 10     |
| 7   | 19  | Olivier Jacque      | Yamaha      | 24      | +32.902         | 9      | 9      |
| 8   | 6   | Norifumi Abe        | Yamaha      | 24      | +33.287         | 14     | 8      |
| 9   | 9   | Nobuatsu Aoki       | Proton KR   | 24      | +35.949         | 13     | 7      |
| 10  | 99  | Jeremy McWilliams   | Proton KR   | 24      | +37.355         | 10     | 6      |
| 11  | 55  | Régis Laconi        | Aprilia     | 24      | +49.039         | 12     | 5      |
| 12  | 45  | Wataru Yoshikawa    | Yamaha      | 24      | +49.181         | 19     | 4      |
| 13  | 17  | Jurgen vd Goorbergh | Honda       | 24      | +49.589         | 20     | 3      |
| 14  | 21  | John Hopkins        | Yamaha      | 24      | +52.071         | 16     | 2      |
| 15  | 31  | Tetsuya Harada      | Honda       | 24      | +52.180         | 21     | 1      |
| 16  | 56  | Shinya Nakano       | Yamaha      | 24      | +1:00.485       | 17     |        |
| 17  | 8   | Garry McCoy         | Yamaha      | 24      | +1:02.232       | 15     |        |
| Ret | 3   | Max Biaggi          | Yamaha      | 15      | Retirement      | 2      |        |
| Ret | 74  | Daijiro Kato        | Honda       | 8       | Retirement      | 1      |        |
| Ret | 48  | Akira Yanagawa      | Kawasaki    | 6       | Accident        | 18     |        |
| Ret | 15  | Sete Gibernau       | Suzuki      | 5       | Retirement      | 11     |        |
| DNS | 20  | Pere Riba           | Yamaha      |         |                 | 22     |        |

## Resultados 250cc
| Pos | Piloto             | Constructor | Tiempo/Retirado | Grilla | Puntos |
| --- | ------------------ | ----------- | --------------- | ------ | ------ |
| 1   | Toni Elías         | Aprilia     | 43:52.991       | 6      | 25     |
| 2   | Marco Melandri     | Aprilia     | +0.175          | 2      | 20     |
| 3   | Yuki Takahashi     | Honda       | +4.431          | 4      | 16     |
| 4   | Fonsi Nieto        | Aprilia     | +8.200          | 1      | 13     |
| 5   | Emilio Alzamora    | Honda       | +8.812          | 7      | 11     |
| 6   | Roberto Rolfo      | Honda       | +9.826          | 8      | 10     |
| 7   | Franco Battaini    | Aprilia     | +11.828         | 9      | 9      |
| 8   | Sebastián Porto    | Yamaha      | +12.726         | 5      | 8      |
| 9   | Roberto Locatelli  | Aprilia     | +26.167         | 21     | 7      |
| 10  | Alex Debón         | Aprilia     | +32.236         | 10     | 6      |
| 11  | Hiroshi Aoyama     | Honda       | +32.378         | 13     | 5      |
| 12  | Katsuyuki Nakasuga | Yamaha      | +39.383         | 19     | 4      |
| 13  | Haruchika Aoki     | Honda       | +39.647         | 18     | 3      |
| 14  | Ryuji Yokoe        | Yamaha      | +41.386         | 16     | 2      |
| 15  | Jaroslav Huleš     | Yamaha      | +46.952         | 17     | 1      |
| 16  | Naoki Matsudo      | Yamaha      | +52.179         | 12     |        |
| 17  | Casey Stoner       | Aprilia     | +52.663         | 20     |        |
| 18  | Shahrol Yuzy       | Yamaha      | +54.119         | 11     |        |
| 19  | Jason Vincent      | Honda       | +54.765         | 22     |        |
| 20  | Dirk Heidolf       | Aprilia     | +59.082         | 25     |        |
| 21  | David Checa        | Aprilia     | +59.500         | 24     |        |
| 22  | Héctor Faubel      | Aprilia     | +1:21.658       | 27     |        |
| 23  | Erwan Nigon        | Honda       | +1:34.406       | 29     |        |
| 24  | Jakub Smrž         | Honda       | +1:49.925       | 28     |        |
| Ret | Tekkyu Kayoh       | Yamaha      | Retirement      | 15     |        |
| Ret | Leon Haslam        | Honda       | Retirement      | 26     |        |
| Ret | Hugo Marchand      | Aprilia     | Retirement      | 23     |        |
| Ret | Raúl Jara          | Aprilia     | Retirement      | 30     |        |
| Ret | Randy de Puniet    | Aprilia     | Retirement      | 3      |        |
| Ret | Nobuyuki Ohsaki    | Yamaha      | Retirement      | 14     |        |

## Resultados 125cc
| Pos | Piloto             | Constructor | Tiempo/Retirado | Grilla | Puntos |
| --- | ------------------ | ----------- | --------------- | ------ | ------ |
| 1   | Dani Pedrosa       | Honda       | 41:43.377       | 1      | 25     |
| 2   | Manuel Poggiali    | Gilera      | +8.071          | 2      | 20     |
| 3   | Steve Jenkner      | Aprilia     | +8.701          | 3      | 16     |
| 4   | Pablo Nieto        | Aprilia     | +15.425         | 7      | 13     |
| 5   | Héctor Barberá     | Aprilia     | +24.565         | 8      | 11     |
| 6   | Mika Kallio        | Honda       | +29.584         | 17     | 10     |
| 7   | Gino Borsoi        | Aprilia     | +33.107         | 9      | 9      |
| 8   | Joan Olivé         | Honda       | +34.920         | 22     | 8      |
| 9   | Jorge Lorenzo      | Derbi       | +36.050         | 12     | 7      |
| 10  | Hideyuki Nakajo    | Honda       | +36.447         | 26     | 6      |
| 11  | Shuhei Aoyama      | Honda       | +40.056         | 21     | 5      |
| 12  | Youichi Ui         | Derbi       | +44.663         | 13     | 4      |
| 13  | Michel Fabrizio    | Gilera      | +49.699         | 14     | 3      |
| 14  | Mirko Giansanti    | Honda       | +50.072         | 18     | 2      |
| 15  | Arnaud Vincent     | Aprilia     | +52.708         | 4      | 1      |
| 16  | Takashi Yasuda     | Honda       | +1:00.232       | 24     |        |
| 17  | Stefano Bianco     | Aprilia     | +1:00.548       | 15     |        |
| 18  | Masao Azuma        | Honda       | +1:01.741       | 11     |        |
| 19  | Max Sabbatani      | Aprilia     | +1:04.118       | 20     |        |
| 20  | Stefano Perugini   | Italjet     | +1:07.131       | 30     |        |
| 21  | Gábor Talmácsi     | Italjet     | +1:07.170       | 25     |        |
| 22  | Andrea Ballerini   | Honda       | +1:07.781       | 32     |        |
| 23  | Imre Tóth          | Honda       | +1:11.559       | 34     |        |
| 24  | Chaz Davies        | Aprilia     | +1:21.111       | 35     |        |
| 25  | Klaus Nohles       | Honda       | +1:27.070       | 29     |        |
| 26  | Alex Baldolini     | Aprilia     | +1:33.030       | 36     |        |
| 27  | Noboru Ueda        | Honda       | +1:48.799       | 23     |        |
| 28  | Mattia Angeloni    | Gilera      | +1 Lap          | 31     |        |
| Ret | Toshihisa Kuzuhara | Honda       | Retirement      | 27     |        |
| Ret | Lucio Cecchinello  | Aprilia     | Retirement      | 6      |        |
| Ret | Simone Sanna       | Aprilia     | Retirement      | 16     |        |
| Ret | Alex de Angelis    | Aprilia     | Retirement      | 19     |        |
| Ret | Dario Giuseppetti  | Honda       | Retirement      | 28     |        |
| Ret | Akira Komuro       | Honda       | Retirement      | 33     |        |
| Ret | Christian Pistoni  | Italjet     | Retirement      | 37     |        |
| Ret | Andrea Dovizioso   | Honda       | Retirement      | 5      |        |
| Ret | Hideyuki Ogara     | Honda       | Retirement      | 10     |        |